# Edith Dekyndt
Edyth Dekyndt, née à Ypres en 1960 est une artiste plasticienne belge issue de l'atelier d'images imprimées des Arts² (Arts au carré) de Mons. Elle vit et travaille à Bruxelles et à Berlin.

## Biographie
Après des études en communication visuelle, Edith Dekyndt intègre l'École supérieure des Arts plastiques et visuels de Mons (ESAPV). En 1987, elle obtient une bourse qui lui permet de faire des recherches sur Piero della Francesca en Italie. En 1995, l'architecte Olivier Bastin l'invite à travailler à l'atelier L'Escaut à Bruxelles. En 1999, elle crée le collectif "Universal Research of Subjectivity" avec son compagnon Pierre Henri Leman .

## Œuvre
Edith Dekyndt réalise des vidéos, des photographies, des installations d'objets, des environnements et des pièces sonores. Plutôt qu'à la forme finale de ses œuvres, elle s'intéresse au processus qui fera naitre une forme, un moment, une action. Par le biais de son travail, Edith Dekyndt révèle ce qui est habituellement invisible, impalpable ou éphémère. 

« J’essaye de travailler avec des matériaux qui ont déjà eu une première vie, des choses et des matières qui m’inspirent, que j’avais en réserve dans mon atelier, que je voulais garder pour moi. Parfois, ces choses sont les premières pièces d’une série, elles signalent quelque chose d’inachevé - si tant est qu’il soit possible de dire qu’une pièce s’achève un jour. Ces vitrines jouent de l’interstice entre une pièce terminée et un ready-made, entre l’œuvre et l’objet. La frontière est très floue entre ces états, c’est d’une grande poésie… »

Des artistes comme Vermeer et Morandi figurent parmi ses références, révélant son intérêt pour des thèmes tels que le temps, la lumière et l'espace.
En 2014, elle réalise la vidéo Ombre indigène. Elle montre un drapeau de cheveux noirs flottant au vent de la côte du Diamant, en Martinique. À cet endroit, dans la nuit du 8 au 9 avril 1830, un bateau transportant une centaine de captifs africains s’échoua et fut détruit. Ce lieu est proche de la tombe du philosophe martiniquais Édouard Glissant. Cette vidéo est devenue virale depuis les manifestations iraniennes de 2022, ayant été prise  a tort pour l'image de femmes de ce pays coupant leurs cheveux pour en faire un drapeau,.

## Expositions individuelles (sélection)
- Ne pas laver le sable jaune, Galerie Greta Meert, Brussels, BE (2023)
- l'Origine des choses, Bourse du Commerce, Paris, France (2023)
- Area of Inertia, Laennec Chapel, Pinault Collection, Paris, France (2022)
- Concentrated Form of Non-Material Energy, St. Matthäus Kirche, Berlin, Allemagne (2022)
- Visitation Zone, Riga International Biennal of Contemporary Art, Riga, Lettonie (2020) ;
- The Ghost Year, Galerie Greta Meert, Brussels, BE (2020)
- They shoot Horses, (Part 2), «Biennalsur», Bienal Internacional de Arte Contemporaneo de America del Sur, Museo de la inmigración, Buenos Aires, AR (2019)
- The Black The White The Blue, Kunsthaus Hamburg, Hamburg, DE (2019)
- The Lariat, VNH galerie, Paris, FR (2019)
- Blind Objects, Carl Freedman Gallery, London, UK (2017)
- Slow Objects, The Common Guild, Glasgow, UK (2017)
- Air, rain, pain, wind, sweat, tears, fear, yeast, heat, pleasure, salt, dust, dreams, odors, noises, humidity, DAAD Gallery, Berlin, DE (2016)
- Strange Fruits, Greta Meert Gallery, Brussels, BE (2016)
- Ombre indigène, Wiels, Brussels, BE (2016)
- Mer Sans Rivages, Musée de l’Abbaye de sainte-Croix (Partnered with le FRAC des Pays de la Loire), Les sables d’Olonne, FR (2016)
- Chronology Of Tears, Galerie Greta Meert, Brussels, BE (2015)
- Slow Stories, FOCUS Résonance, Biennale de Lyon, La BF 15, FR (2013)
- Mexican Vanities, Carl Freedman Gallery, London, UK (2013)
- La femme de Loth, Synagogue de Delme, FR (2011)
- Dieu rend visite à Newton, FRIART, Centre d’Art Contemporain, Friburg, CH (2011)
- Les Ondes de Love, Musée d’Art Contemporain du Grand’Hornu, BE (2009)
- Agnosia, Witte de With, Rotterdam, NL (2009)
- Any Resemblance To Persons, Living or Dead is Purely Coincidental,  BPS 22, Charleroi, BE (2004)
- Laboratory 01, Espace l’Escaut, Brussels, BE (1995)

## Expositions collectives
- Icônes, Punta della Dogana, Venise, Italie (2023)
- They Shoot Horses, Kunsthalle Hamburg, Hamburg, DE (2019)
- Luogo e Segni, Punta della dogana – Pinault collection, Venice, IT (2019)
- Viva Arte Viva: 57th Biennale Arte Venezia, Arsenale, Venice, IT (2017)
- Slow Objects, The Common Guild, Glasgow, UK (2017)
- Notes on our Equilibrium, CAB Art Center, Brussels, BE (2017)
- The Belgian Art Prize 2017, Bozar, Brussels, BE (2017)
- Broken White, Design Academy Eindhoven and the Van Abbemuseum, Eindhoven, NL (2016)
- Laboratoire de l’art, Musée des Arts et Métiers, Paris, FR  (2016)
- Seeing Round Corners, Turner Contemporary, Margate, UK  (2016)
- Migration Birds, Film, Art Basel, Basel, CH  (2016)
- The Future of the Memory, Kunsthalle Wien, Vienna, AT (2015)
- Blue Times, Kunsthalle Wien, Vienna, AT (2014)
- It Ain’t Whatcha Write / It’s The Way Atcha Write It, Manifesta Foundation, Amsterdam / NL (2014)
- Art Of Its Own Making, The Pulitzer Foundation for the Arts, St. Louis, US (2014)
- New Ways of Doing Nothing, Kunsthalle Wien, Vienna, AT (2014)
- The 5th Moscow Biennale, Manege, Moscow, RU (2013)
- Space Odyssey 2.0, Z33 – House for Contemporary Art, Hasselt, BE (2013)
- S.F. / Art / sciences & fictions, Mac's, Hornu, BE (2012)
- Raak, S.M.A.K., Ghent, BE(2011)
- Constellations, FRAC Picardie, Amiens, FR (2011)
- Contour, 5th Biennal of Moving Image, Mechelen, BE (2011)
- Into The Light, Koninklijk Museum voor Schone Kunsten, Antwerpen, BE (2010)
- On Line. Drawing Transforming through the 20th Century, MOMA, NY, US (2010)
- The Moon is an Arrant, The David Robert Foundation, London, UK (2010)
- Ocean, Musée de la mer, Biarritz, FR (2010)
- Before Present, Centre d’Art Contemporain Villa du Parc, Annemasse,  FR (2010)
- Silence / a Composition, Contemporary Art Museum, Hiroshima, JP (2009)
- In Time, Robert Miller Gallery, New York, US (2009)
- Faux- Jumeaux, S.M.A.K., Ghent, BE (2009)
- Nos (Us), Museu da Republica, Rio de Janeiro, BR (2009)
- Political / Minimal, KW Institute for Contemporary Art, Berlin, DE (2008)
- Brussels Biennial, Midi Station, BE, selection Witte de With, Rotterdam, NL (2008)

## Collections
- FRAC Alsace à Sélestat
- FRAC Picardie
- 49 Nord 6 Est [7]
- Museum of Modern Art (MOMA) [8]